# Comuna de Biskupiec
Biskupiec (polaco: Gmina Biskupiec) é uma gminy (comuna) na Polónia, na voivodia de Vármia-Masúria e no condado de Olsztyński. A sede do condado é a cidade de Biskupiec.
De acordo com os censos de 2004, a comuna tem 19 030 habitantes, com uma densidade 65,5 hab/km².

## Área
Estende-se por uma área de 290,38 km², incluindo:
- área agricola: 56%
- área florestal: 25%

## Demografia
Dados de 30 de Junho 2004:
|                      | Total   | Total | Mulheres | Mulheres | Homens  | Homens |
| -------------------- | ------- | ----- | -------- | -------- | ------- | ------ |
|                      | pessoas | %     | pessoas  | %        | pessoas | %      |
| População            | 19 030  | 100   | 9737     | 51,2     | 9293    | 48,8   |
| Densidade (pop./km²) | 65,5    | 100   | 33,5     | 33,5     | 32      | 32     |

De acordo com dados de 2002, o rendimento médio per capita ascendia a 1365,33 zł.

## Subdivisões
- Biesowo, Biesówko, Biskupiec-Kolonia, Borki Wielkie, Botowo, Bredynki, Czerwonka, Droszewo, Kamionka, Kobułty, Kojtryny, Labuszewo, Lipowo, Łabuchy, Mojtyny, Najdymowo, Nowe Marcinkowo, Parleza Wielka, Rasząg, Rudziska, Rukławki, Rzeck, Sadowo, Stanclewo, Stryjewo, Węgój, Wilimy, Zabrodzie, Zarębiec.

## Comunas vizinhas
- Barczewo, Dźwierzuty, Jeziorany, Kolno, Sorkwity